# Örnsköldsvik
Örnsköldsvik este un oraș în Suedia.

## Demografie
| \| Evoluția demografică a zonei urbane Örnsköldsvik, 1970–2015 \| Evoluția demografică a zonei urbane Örnsköldsvik, 1970–2015 \| Evoluția demografică a zonei urbane Örnsköldsvik, 1970–2015 \| Evoluția demografică a zonei urbane Örnsköldsvik, 1970–2015 \| Evoluția demografică a zonei urbane Örnsköldsvik, 1970–2015 \| \| --------------------------------------------------------------------------------------- \| ----------------------------------------------------------- \| ----------------------------------------------------------- \| ----------------------------------------------------------- \| ----------------------------------------------------------- \| \| An \| \| \| Locuitori \| \| \| 1970 \| 1970 \| \| 28.428 \| 28.428 \| \| 1975 \| 1975 \| \| 29.514 \| 29.514 \| \| 1980 \| 1980 \| \| 30.081 \| 30.081 \| \| 1990 \| 1990 \| \| 31.041 \| 31.041 \| \| 1995 \| 1995 \| \| 29.955 \| 29.955 \| \| 2000 \| 2000 \| \| 28.765 \| 28.765 \| \| 2005 \| 2005 \| \| 28.617 \| 28.617 \| \| 2010 \| 2010 \| \| 28.991 \| 28.991 \| \| 2015 \| 2015 \| \| 32.493 \| 32.493 \| \| Sursa: SCB - Statistika Centralbyrån, Folkmängden per tätort. Vart femte år 1960 - 2016 \| \| \| \| \| |      |  |           |        |
| Evoluția demografică a zonei urbane Örnsköldsvik, 1970–2015 |      |  |           |        |
| An |      |  | Locuitori |        |
| 1970 | 1970 |  | 28.428    | 28.428 |
| 1975 | 1975 |  | 29.514    | 29.514 |
| 1980 | 1980 |  | 30.081    | 30.081 |
| 1990 | 1990 |  | 31.041    | 31.041 |
| 1995 | 1995 |  | 29.955    | 29.955 |
| 2000 | 2000 |  | 28.765    | 28.765 |
| 2005 | 2005 |  | 28.617    | 28.617 |
| 2010 | 2010 |  | 28.991    | 28.991 |
| 2015 | 2015 |  | 32.493    | 32.493 |
| Sursa: SCB - Statistika Centralbyrån, Folkmängden per tätort. Vart femte år 1960 - 2016 |      |  |           |        |